# Aston Villa Football Club
L'Aston Villa Football Club és un històric club de futbol anglès, de la ciutat de Birmingham a West Midlands. Actualment juga en la Premier League.

## Història
L'Aston Villa va ser fundat el març de 1874 en una reunió dels aficionats al criquet Jack Hughes, Frederick Matthews, Walter Price i William Scattergood, membres de la Villa Cross Wesleyan Chapel. El primer terreny del club fou a Aston Lower Ground i el primer partit fou una barreja de rugbi i futbol enfront dels jugadors de rugbi de l'Aston Brook St. Mary's. Jugaren 15 jugadors, una meitat de rugbi (0-0) i una meitat de futbol (1-0). El 1876 es mogueren a Perry Barry i ràpidament construïren el seu terreny Villa Park. El 1888 s'uní a la Football League, essent membre fundador. Al segle xix i primeres dècades del segle xx, l'Aston Villa fou un dels millors equips britànics guanyant sis lligues. El club ha produït un gran nombre d'estrelles entre les quals cal destacar Charlie Athersmith (de qui es comenta que va jugar un partit de pluja amb un paraigües).
Després de la seva època daurada de finals del segle xix i principis del segle xx, quan era un dels equips dominants del campionat anglès, la seva millor època van ser els anys vuitanta quan l'Aston Villa va guanyar la lliga 1980-81 i el 1982 va aconseguir el millor èxit de la seva història al proclamar-se campió de la Copa d'Europa després de guanyar 1 a 0 al FC Bayern de Múnic en la final disputada a l'Estadi De Kuip. Després va guanyar la final de la Supercopa d'Europa contra el FC Barcelona, el 1982, perdent 1-0 en el Camp Nou i guanyant 3-0 al Barça en el Villa Park. També va jugar la Copa Intercontinental del 1982, però va perdre 2 a 0 contra el CA Peñarol de l'Uruguai. El 2001, l'Aston Villa va ser un dels tres guanyadors, juntament amb Paris Saint Germain i Troyes AC, de la Copa Intertoto al guanyar al FC Basel per 5-1 al global.
Malauradament, en la temporada 2016-17, varen descendir de categoria després d'estar 28 anys, des de la fundació de la Premier League al 1992, a segona divisió.

## Palmarès
- 1 Copa d'Europa de futbol: 1981-82
- 1 Supercopa d'Europa de futbol: 1982
- 1 Copa Intertoto de la UEFA: 2001
- 7 Lligues angleses: 1893-94, 1895-96, 1896-97, 1898-99, 1899-00, 1909-10, 1980-81
- 7 Copes angleses: 1886-87, 1894-95, 1896-97, 1904-05, 1912-13, 1919-20, 1956-57
- 5 Copes de la Lliga anglesa: 1960-61, 1974-75, 1976-77, 1993-94, 1995-96
- 2 Lligues angleses de Segona Divisió: 1937-38, 1959-60
- 1 Lliga anglesa de Tercera Divisió: 1971-72
- 1 Community Shield: 1981
- 2 Sheriff of London Charity Shield: 1899, 1901

## Colors
L'uniforme de l'Aston Villa és granat amb mànigues blau cel, pantaló blanc i mitgetes blau cel. Normalment les segones equipacions solen ser de samarreta blanca, pantalons blau cel i mitgetes granats

## Jugadors

### Plantilla 2025-26
A 8 agost 2025, official first team squad, including youth players who have made their league debut.
| N. | Pos. | Nac. | Jugador              |
| -- | ---- | --- | -------------------- |
| 2  | DEF  | [[Fitxer:Flag of Poland.svg\|23x15px\|border \|alt=Polònia\|link=Selecció de futbol de Polònia\|{{#if:\|]]                                     | Matty Cash           |
| 4  | DEF  | [[Fitxer:Flag of England.svg\|23x15px\|border \|alt=Anglaterra\|link=Selecció de futbol d'Anglaterra\|{{#if:\|]]                               | Ezri Konsa           |
| 5  | DEF  | [[Fitxer:Flag of England.svg\|23x15px\|border \|alt=Anglaterra\|link=Selecció de futbol d'Anglaterra\|{{#if:\|]]                               | Tyrone Mings         |
| 6  | MIG  | [[Fitxer:Flag of England.svg\|23x15px\|border \|alt=Anglaterra\|link=Selecció de futbol d'Anglaterra\|{{#if:\|]]                               | Ross Barkley         |
| 7  | MIG  | [[Fitxer:Flag of Scotland.svg\|23x15px\|border \|alt=Escòcia\|link=Selecció de futbol d'Escòcia\|{{#if:\|]]                                    | John McGinn (capità) |
| 8  | MIG  | [[Fitxer:Flag of Belgium (civil).svg\|23x15px\|border \|alt=Bèlgica\|link=Selecció de futbol de Bèlgica\|{{#if:\|]]                            | Youri Tielemans      |
| 10 | MIG  | [[Fitxer:Flag of Argentina.svg\|23x15px\|border \|alt=Argentina\|link=Selecció de futbol de l'Argentina\|{{#if:\|]]                            | Emiliano Buendía     |
| 11 | DAV  | [[Fitxer:Flag of England.svg\|23x15px\|border \|alt=Anglaterra\|link=Selecció de futbol d'Anglaterra\|{{#if:\|]]                               | Ollie Watkins        |
| 12 | DEF  | [[Fitxer:Flag of France (1794–1815, 1830–1974).svg\|23x15px\|border \|alt=França\|link=Selecció de futbol de França\|{{#if:\|]]                | Lucas Digne          |
| 14 | DEF  | [[Fitxer:Flag of the Valencian Community (2x3).svg\|23x15px\|border \|alt=País Valencià\|link=Selecció de futbol del País Valencià\|{{#if:\|]] | Pau Torres           |
| 15 | DEF  | [[Fitxer:Flag of Catalonia.svg\|23x15px\|border \|alt=Catalunya\|link=Selecció de futbol de Catalunya\|{{#if:\|]]                              | Àlex Moreno          |
| 16 | DEF  | [[Fitxer:Flag of the Valencian Community (2x3).svg\|23x15px\|border \|alt=País Valencià\|link=Selecció de futbol del País Valencià\|{{#if:\|]] | Andrés García        |
| 17 | DAV  | [[Fitxer:Flag of the Netherlands.svg\|23x15px\|border \|alt=Països Baixos\|link=Selecció de futbol dels Països Baixos\|{{#if:\|]]              | Donyell Malen        |
| 18 | POR  | [[Fitxer:Flag of Australia (converted).svg\|23x15px\|border \|alt=Austràlia\|link=Selecció de futbol d'Austràlia\|{{#if:\|]]                   | Joe Gauci            |

| N. | Pos. | Nac. | Jugador                       |
| -- | ---- | --- | ----------------------------- |
| 19 | DAV  | [[Fitxer:Flag of England.svg\|23x15px\|border \|alt=Anglaterra\|link=Selecció de futbol d'Anglaterra\|{{#if:\|]]                  | Samuel Iling-Junior           |
| 22 | DEF  | [[Fitxer:Flag of the Netherlands.svg\|23x15px\|border \|alt=Països Baixos\|link=Selecció de futbol dels Països Baixos\|{{#if:\|]] | Ian Maatsen                   |
| 23 | POR  | [[Fitxer:Flag of Argentina.svg\|23x15px\|border \|alt=Argentina\|link=Selecció de futbol de l'Argentina\|{{#if:\|]]               | Emiliano Martínez (2n capità) |
| 24 | MIG  | [[Fitxer:Flag of Belgium (civil).svg\|23x15px\|border \|alt=Bèlgica\|link=Selecció de futbol de Bèlgica\|{{#if:\|]]               | Amadou Onana                  |
| 26 | DEF  | [[Fitxer:Flag of the Netherlands.svg\|23x15px\|border \|alt=Països Baixos\|link=Selecció de futbol dels Països Baixos\|{{#if:\|]] | Lamare Bogarde                |
| 27 | MIG  | [[Fitxer:Flag of England.svg\|23x15px\|border \|alt=Anglaterra\|link=Selecció de futbol d'Anglaterra\|{{#if:\|]]                  | Morgan Rogers                 |
| 29 | DAV  | [[Fitxer:Flag of Côte d'Ivoire.svg\|23x15px\|border \|alt=Costa d'Ivori\|link=Selecció de futbol de la Costa d'Ivori\|{{#if:\|]]  | Evann Guessand                |
| 31 | DAV  | [[Fitxer:Flag of Jamaica.svg\|23x15px\|border \|alt=Jamaica\|link=Selecció de futbol de Jamaica\|{{#if:\|]]                       | Leon Bailey                   |
| 32 | MIG  | [[Fitxer:Flag of Belgium (civil).svg\|23x15px\|border \|alt=Bèlgica\|link=Selecció de futbol de Bèlgica\|{{#if:\|]]               | Leander Dendoncker            |
| 33 | DAV  | [[Fitxer:Flag of England.svg\|23x15px\|border \|alt=Anglaterra\|link=Selecció de futbol d'Anglaterra\|{{#if:\|]]                  | Lewis Dobbin                  |
| 40 | POR  | [[Fitxer:Flag of the Netherlands.svg\|23x15px\|border \|alt=Països Baixos\|link=Selecció de futbol dels Països Baixos\|{{#if:\|]] | Marco Bizot                   |
| 41 | MIG  | [[Fitxer:Flag of England.svg\|23x15px\|border \|alt=Anglaterra\|link=Selecció de futbol d'Anglaterra\|{{#if:\|]]                  | Jacob Ramsey                  |
| 44 | MIG  | [[Fitxer:Flag of France (1794–1815, 1830–1974).svg\|23x15px\|border \|alt=França\|link=Selecció de futbol de França\|{{#if:\|]]   | Boubacar Kamara               |

#### Cedits a altres equips
| N. | Pos. | Nac. | Jugador                                                         |
| -- | ---- | --- | --------------------------------------------------------------- |
| 20 | DEF  | [[Fitxer:Flag of Serbia.svg\|23x15px\|border \|alt=Sèrbia\|link=Selecció de futbol de Sèrbia\|{{#if:\|]]                          | Kosta Nedeljković (al RB Leipzig fins al 30 de juny de 2026)    |
| 21 | MIG  | [[Fitxer:Flag of Argentina.svg\|23x15px\|border \|alt=Argentina\|link=Selecció de futbol de l'Argentina\|{{#if:\|]]               | Enzo Barrenechea (al SL Benfica fins al 30 de juny de 2026)     |
| 34 | DAV  | [[Fitxer:Flag of England.svg\|23x15px\|border \|alt=Anglaterra\|link=Selecció de futbol d'Anglaterra\|{{#if:\|]]                  | Louie Barry (al Sheffield United FC fins al 30 de juny de 2026) |
| 48 | POR  | [[Fitxer:Flag of Poland.svg\|23x15px\|border \|alt=Polònia\|link=Selecció de futbol de Polònia\|{{#if:\|]]                        | Oliwier Zych (al Raków Częstochowa fins al 30 de juny de 2026)  |
| 50 | DEF  | [[Fitxer:Flag of the Netherlands.svg\|23x15px\|border \|alt=Països Baixos\|link=Selecció de futbol dels Països Baixos\|{{#if:\|]] | Sil Swinkels (al Exeter City fins al 30 de juny de 2026)        |

| N. | Pos. | Nac. | Jugador                                                        |
| -- | ---- | --- | -------------------------------------------------------------- |
| 58 | DEF  | [[Fitxer:Flag of Turkey.svg\|23x15px\|border \|alt=Turquia\|link=Selecció de futbol de Turquia\|{{#if:\|]]       | Yasin Özcan (al RSC Anderlecht fins al 30 de juny de 2026)     |
| 59 | DEF  | [[Fitxer:Flag of England.svg\|23x15px\|border \|alt=Anglaterra\|link=Selecció de futbol d'Anglaterra\|{{#if:\|]] | Josh Feeney (al Huddersfield Town fins al 30 de juny de 2026)  |
| 69 | DEF  | [[Fitxer:Flag of England.svg\|23x15px\|border \|alt=Anglaterra\|link=Selecció de futbol d'Anglaterra\|{{#if:\|]] | Finley Munroe (al Swindon Town FC fins al 30 de juny de 2026)  |
| —  | MIG  | [[Fitxer:Flag of England.svg\|23x15px\|border \|alt=Anglaterra\|link=Selecció de futbol d'Anglaterra\|{{#if:\|]] | Tommi O'Reilly (al Crewe Alexandra fins al 30 de juny de 2026) |

### Jugadors històrics destacats
Villa's Fab 50 top player 
La Villa's Fab 50 top player és una llista publicada al lloc web oficial del club amb els 50 jugadors més importants de la història de l'equip. La llista la componen:
| - Gordon Cowans - Dennis Mortimer - Johnny Dixon - Paul McGrath - Trevor Ford - Peter McParland - Peter Withe - Allan Evans - Nigel Spink - Charlie Aitken - Stan Lynn - Gareth Barry - Andy Gray | - Nigel Sims - Gareth Southgate - Des Bremner - Dwight Yorke - Ian Taylor - Steve Staunton - Gary Shaw - Tony Morley - Tony Hateley - Peter Aldis - Gerry Hitchens - Brian Little - Jimmy Rimmer | - Alan Wright - Chris Nicholl - Jimmy Dugdale - George Cummings - Harry Parkes - Les Smith - Ray Graydon - Mark Bosnich - Harry Burrows - Bobby Thomson - Gabriel Agbonlahor - Dion Dublin | - Martin Laursen - Olof Mellberg - Dean Saunders - David Platt - Jackie Sewell - Ashley Young - Tony Daley - Gary Williams - Ken McNaught - John Deehan - Juan Pablo Ángel - John Carew |